# Industria en la provincia de León

## Historia de la industria leonesa
A pesar de las condiciones favorables de la provincia para el desarrollo industrial por la presencia de abundantes yacimientos energéticos y minerales, la historia del desarrollo industrial leonés es una historia de frustantes intentos de industrialización. Entre estos intentos, podemos destacar como a finales de siglo XVIII, Datoli y Munárriz proyectan una fábrica de armas en el Bierzo, más tarde se intentaría en Sabero, con la construcción del primer alto horno de coque español, que resultaría en fracaso y finalmente el sueño de Lazurtegui, en el primer cuarto del siglo XX de convertir El Bierzo en un emporio siderúrgico aprovechando los yacimientos de hierro del Coto Wagner y los abundantes recursos carboníferos de la comarca.
El fracaso de la industrialización es consecuencia de la dependencia de la provincia del capital foráneo, sobre todo vasco o madrileño, que ha resultado en un expolio de los recursos leoneses, tanto renovables como no renovables sin un retorno adecuado.

### Antiguo Régimen (1750-1833)
La economía provincial reposa sobre el trabajo y la explotación de tierras, es decir, se trata de una economía agropecuaria caracterizada por una anticuada estructura de la propiedad y unos escasos rendimientos. El bajo rendimiento agrícola se traduce en una demanda interna escasa, acentuada por un campesinado en gran parte autosuficiente. Esto genera una débil capitalización, donde los beneficios se suelen invertir en bienes suntuarios o en la adquisición de tierras, un comercio exiguo y una raquítica actividad industrial.
Según el Censo Territorial e Industrial de España de 1799, la industria leonesa solo representaba un 6,5 % de la producción total neta leonesa, cifrada en 119 867 428 reales, donde la agricultura aporta 74 167 067, la ganadería 37.689.975 y 8.010.382 la industria. El censo también revela la existencia de 2.257 operarios en la industria, lo cual es apenas un 1% del total de la población leonesa, cifrada en 225.582 personas.

### El lento desarrollo delsigloXIX(1834-1890)
Si bien el fin de la etapa preindustrial podemos definirlo en 1890, dos hechos de gran relevancia política y económica permiten diferenciar este periodo, a saber, la constitución de un régimen liberal en España y la creación de las provincias, incluyendo a la provincia leonesa. Es también un periodo de gran crecimiento demográfico, ya que la provincia pasa de 257.955 personas en 1842 a 380.637 en 1887, un incremento de alrededor del 50%, que es un 41% en el caso de la capital.
Desde un punto de vista industrial, la etapa, salvo por intentos frustrado de modernización, entre los que destaca la construcción de dos altos hornos en Sabero, se caracteriza por un crecimiento cuantitativo más que cualitativo, destacando el crecimiento del número de ferrerías bercianas. Sin embargo, no podemos obviar que en los años 50 se introducen en Sabero las primeras máquinas de vapor y se producen cambios en la siderurgia (los mencionados altos hornos) y en el sector textil, con la fabricación de mantas y cobertores en el Val de San Lorenzo
A mediados de siglo, la riqueza agropecuaria supone un 86% del total, mientras que la producción relativa a la industria y el comercio apenas supone un 8%. Los escasos recursos financieros, el raquítico desarrollo tecnológico y sobre todo, la deficiente red de carreteras fueron obstáculos insalvables para el deseo de modernización que latía en algunos prohombres leoneses.

### Los inicios del proceso industrializador (1890-1940)
Si los cambios en la etapa anterior fueron cuantitativos, en esta etapa serán cualitativos, con cambios que sentarán las bases de la industria moderna de la provincia. Si bien durante los primeros años coexistirán las nuevas industrias con los talleres tradicionales algunas entrarán en decadencia desde los primeros años, como las ferrerías bercianas, las cuales se verán incapaces de competir con las acerías asturianas.
El crecimiento demográfico es una característica de esta época, pasando de 386.023 habitantes al iniciar la etapa a 493.258 en 1940. El nivel de vida del campesinado sin embargo se mantendrá muy bajo, razón por la cual los Amigos del País promoverán la creación en 1900 de la Caja de Ahorros y Monte de Piedad de León para mejorar las condiciones de vida del campesinado.
El desarrollo económico hará que a las industrias tradicionales leonesas (lienzos, curtidos, harinas, alfarerías o chocolates) se unan nuevas fábricas de gaseosas, aguas medicinales, cal, yeso y fábricas de luz. Las nuevas industrias surgirán por toda la provincia, pero se concentrarán más en torno a la capital, Ponferrada y Benavides de Órbigo. Para este incipiente desarrollo industrial, así como para el inicio de las actividades mineras, sería clave la modernización de las infraestructuras de transporte, con la construcción de nuevas carreteras y la llegada del ferrocarril a la provincia. El crecimiento demográfico y la mejora del nivel de vida también impulsará el desarrollo, favoreciendo la aparición de industrias relacionadas con la construcción, la agroindustria y la energía.

### De la autarquía a la crisis de la minería (1940-1975)
Tras finalizar la guerra civil, el aislamiento internacional que sufre el país provocaría la llamada fase autárquica de los primeros gobiernos franquistas en el período de 1939 a 1959. Las políticas autárquicas del periodo pondrán en valor los recursos energéticos y minerales de la provincia incrementando sustancialmente las actividades mineras, tanto carboníferas en Sabero, Matallana, Laciana y El Bierzo como con los yacimientos de hierro y wolfram de la comarca berciana. Las actividades mineras se complementarían con centrales térmicas e hidroeléctricas así como con empresas textiles y metalúrgicas en Astorga, León y Ponferrada.
La minería del carbón, motor de muchas de las comarcas leonesas, alcanzó picos de 20.000 trabajadores directos y una producción anual superior a los 4 millones de toneladas, cuyo impacto en la economía no se limitó a la propia actividad extractiva, dado que es en la década de los 40 cuando se levanta la central térmica de Compostilla I por parte de Endesa (Compostilla II se levantaría a partir de 1960). La central térmica de La Robla, la vidriera leonesa, varias cementeras y numerosas ladrilleras se levantan en esta época en la provincia, incrementando el consumo local de carbón también.
La extracción de hierro comenzó en 1954 cuando la minero-siderúrgica puso en marcha la explotación del coto Wagner, al que seguiría poco después el coto Vivaldi. La explotación alcanzó un pico de 1,2 millones de toneladas en 1971 si bien en 1977 cierra Vivaldi manteniéndose hasta 1982 el coto Wagner para mantener el suministro a la industria siderúrgica española, año en el que cierra por la competencia del mineral extranjero.
Tras el fin del período autárquico las políticas desarrollistas tuvieron consecuencias nefastas para León, que se vio excluida de la construcción de polos industriales mientras que además perdía también su condición de suministrador de materias primas a la industria nacional. La sustitución del carbón por petróleo a nivel nacional se tradujo en una disminución de las actividades mineras cuya producción no pudo ser absorbida por las nuevas actividades industriales y energéticas de la provincia.

### Política industrial en la democracia
La pérdida de peso económico de la provincia provocada por el cese de las actividades tradicionales no se ha visto compensada por el desarrollo de nuevos sectores económicos. El desarrollo de suelo industrial se ha realizado mayormente en torno a la capital y Ponferrada, destacando los parques industriales de Onzonilla, Villadangos, El Bayo y Bembibre.

## Sectores relevantes

### Industria química
Antecedentes
El origen de la industria química leonesa arranca en la segunda mitad del siglo XIX sobretdo por la labor del farmacéutico Damaso Merino, quién en su farmacía y laboratorio de la calle ancha de la capital contaba con 32 operarios y 3 farmacéuticos. La patente de pastillas para la tos que realizó el farmacéutico le procuró fama e impulsó la actividad de su laboratorio, aunque sería su heredero Fernando Merino quién construiría la primera industria química en 1904 en un solar tras la catedral con el nombre de Sociedad Leonesa de Productos Químicos. La industria se dedicaba a la elaboración de extractos de plantas medicinales y aromáticas así como a la fabricación de las entonces famosas pastillas Merino para la tos. Problemas financieros llevarían a su desaparición en 1922.
El mismo Fernando Merino contribuyó también a la construcción de la Papelera Leonesa en 1900 en unos terrenos junto a la estación de ferrocarril. Organizada en torno a un extenso patio de 400m2, once naves y dos pabellones, un incendio arrasó las instalaciones en 1907 provocando el hipotecado de la planta a favor de los accionistas y tras continúos cambios de manos fue adquirida en 1942 definitivamente por Juan Pascual Abelló, quién comenzó a fabricar en las instalaciones agua oxigenada para complementarla en poco tiempo con un amplio abanico de productos químico-farmacéuticos. Su cierre en la década de los 80 provocó un encendido debate ciudadano que no impidió su demolición parcial pero si que se salvasen varios pabellones en torno a la chimenea original de 1900.
Antibióticos
La que fuera empresa insignia del sector, Antibióticos S.A. fue una empresa farmacéutica creada en 1949 y se cerró en 2014. En su inicio fue formada por la unión de los siguientes laboratorios: Abelló S.A., IBYS S.A., Zeltia S.A., LETI S.A., UQUIFA S.A. e Instituto Llorente. El capital social inicial era de 40 millones de pesetas. La empresa instaló una gran fábrica en Armunia (León), con proyecto de Fernando García Mercadal. Desde este momento comienza a producir estreptomicina, tetraciclina y correctores para piensos. Es a partir de 1968 cuando comienza un plan de ampliación de sus instalaciones que elevará el volumen de fabricación a valores semejantes a los de mayores fábricas internacionales dentro del campo de los antibióticos, convirtiéndose en poco tiempo en la primera industria del sector farmacéutico nacional y la segunda del sector químico. Su volumen de exportación la sitúa entre las 50 mayores exportadoras del territorio nacional.
En 1977 Mario Conde se incorpora a la empresa Abelló y, después de venderla a la multinacional Merck Sharp and Dohme por 2700 millones de pesetas, recibe una comisión que le permite hacer una nueva operación en 1984: comprar un 23 por 100 del capital social de Antibióticos S.A., coincidiendo con la salida de los hermanos Fernández López de la misma. En 1985, junto con su socio Juan Abelló, que poseía algo menos del 50% de la empresa y con Jaime y Emilio Botín, que suscribieron la compra de otro 23%, se hizo con el control de Antibióticos S.A. En 1987 Antibióticos S.A. fue vendida a la multinacional italiana Montedison por 58.000 millones de pesetas.
En el año 2003 esta empresa fue adquirida por Fidia Farmaceutici. Después de varios cambios accionariales, en 2010 se convierte en una sociedad unipersonal que pertenece al socio único: Calidad en la elaboración SL, cuyo presidente es Francesco Pizzocaro, siendo consejero Carlo Pizzocaro y Consejero Delegado Paolo Tubertini. Es administrador único la empresa Tendencia Positiva SL. En mayo de 2013 se declara en concurso de acreedores. En septiembre de 2014, se hace con su control la compañía Black Toro Capital, con el compromiso de invertir 35 MM€ y mantener los 170 puestos de trabajo. La nueva empresa tomó el nombre "Antibióticos de León S.L.U". (Sociedad Limitada Unipersonal).
Industria veterinaria
En los años cuarenta se crean los laboratorios Syva y los laboratorios Ovejero. Syva, fundada en 1941, surgió en el seno del grupo IAPSA por parte de miembros destacados de la facultad de veterinaria de León. Su enfoque fue el tratamiento de enfermedades como la peste porcina, el mal rojo o la septicemia hemorrágica y tras un desarrollo continuo a lo largo de sus 80 años de historia, tiene sus instalaciones en el parque tecnológico de León factuando 32 millones en 2019. Laboratorios Ovejero, por su parte, dedicada al negocio verterinario igualmente, mantiene sus instalaciones centrales en el parque industrial de Trobajo del Cerecedo y posee instalaciones en Polonia. Facturó 28 millones de euros en 2019.
Nuevos desarrollos
En el siglo XXI el sector ha incorporado nuevas empresas y se ha desarrollado en torno a la capital. Las empresas más importantes con sede en León son León Farma, Syva, Ovejero, Vitatene y Antibióticos. Otras empresas relevantes son Mabxience, LSNE y Calier.

### Otros sectores
Industria textil
Cuantitativamente la industria textil fue el sector artesanal más importante en la economía preindustrial de la Edad Moderna en la provincia de León, puesto que afectaba a una gran parte de la población directa o indirectamente. Las zonas donde se apreciaba más concentración de este tipo de actividades fueron las comarcas del Bierzo alto, la Bañeza la Maragatería y la ciudad de León. Mientras que en las primeras el material utilizado era el lino, cultivado en las vegas de los ríos, en la maragateria los telares se alimentaban con la lana de ovejas locales y la lana importada por los arrieros maragatos.
Con la llegada del siglo XIX la actividad artesanal comienza a modernizarse, iniciando un proceso de industrialización apreciable en la zona del Val de San Lorenzo, Astorga, San Justo de la Vega, Veguellina de Órbigo y León. El modelo cooperativista se desarrollaría más especialmente en el Val de San Lorenzo mientras que el resto vería aparecer empresas privadas, especialmente tras el final de la guerra civil y la llegada de los años sesenta. En la actualidad, la fabricación textil sobrevive con Aiptesa, en Astorga y con Confecciones Mayton en León. Manufacturas Teleno, empresa relevante del sector, radicada en León, echó el cierre en 2014 arrastrada por la mala situación económica. La distribución y logística por su parte tiene como gran representante a Inditex con su centro logístico de Onzonilla.
Minería
Energía